# أبرشيات جامايكا
إدارياً تنقسم جامايكا إلى 14 إبريشية ( Parish ). وتجمع في 3 مقاطعات ( County ) تاريخية ليس لها إدارة. كل إبريشية لها ساحل ولا توجد منطقة مغلقة.
تقليدياً كانت بلدات المقاطعات كالأتي في مقاطعة كورنوال كان هناك بلدة سافانا-لا-مار ( Savanna-la-Mar ) ولمقاطعة ميدلسكس كان هناك سبانيش تاون ( Spanish Town ) و لمقاطعة سيري كانت بلدة كينغستون ( Kingston ).
|                                   | الأبريشية                              | المساحة كم² | تعداد السكان إحصاء 2011 | العاصمة                      |
| --------------------------------- | -------------------------------------- | ----------- | ----------------------- | ---------------------------- |
| مقاطعة كورنوال - Cornwall County  |                                        |             |                         |                              |
| 1                                 | أبرشية هانوفر Hanover                  | 450.4       | 69,533                  | لوسيا Lucea                  |
| 2                                 | أبرشية سانت اليزابيث Saint Elizabeth   | 1,212.4     | 150,205                 | النهر الأسود Black River     |
| 3                                 | إبرشية سانت جاميس Saint James          | 594.9       | 183,811                 | مونتيغو باي Montego Bay      |
| 4                                 | أبرشية تريلاوني Trelawny               | 874.6       | 75,164                  | فولماوث Falmouth             |
| 5                                 | أبرشية ويستمورلاند Westmoreland        | 807.0       | 144,103                 | سافانا-لا-مار Savanna-la-Mar |
| مقاطعة ميدلسكس - Middlesex County |                                        |             |                         |                              |
| 6                                 | أبرشية كلارندون Clarendon              | 1,196.3     | 245,103                 | ماي بن May Pen               |
| 7                                 | أبرشية مانشستر Manchester              | 830.1       | 189,797                 | ماندفيل Mandeville           |
| 8                                 | أبرشية سانت آن Saint Ann               | 1,212.6     | 172,362                 | سانت آنز باي Saint Ann's Bay |
| 9                                 | أبرشية سانت كاثرين Saint Catherine     | 1,192.4     | 516,218                 | سبانيش تاون Spanish Town     |
| 10                                | أبرشية سانت ماري Saint Mary            | 610.5       | 113,615                 | بورت ماريا Port Maria        |
| مقاطعة سيري - Surrey County       |                                        |             |                         |                              |
| 11                                | أبرشية كينغستون Kingston Parish(1) (2) | 21.8        | 89,057                  | كينغستون Kingston            |
| 12                                | أبرشية بورتلاند Portland               | 814.0       | 81,744                  | بورت أنتونيو Port Antonio    |
| 13                                | أبرشية سانت أندرو Saint Andrew(1)      | 430.7       | 573,369                 | هاف واي تري Half Way Tree    |
| 14                                | أبرشية سانت توماس Saint Thomas         | 742.8       | 93,902                  | مورانت باي Morant Bay        |
|                                   | جامايكا                                | 10,991.0    | 2,697,983               | كينغستون                     |

خريطة أبرشيات جامايكا

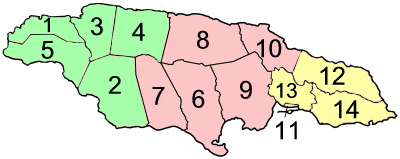
خريطة أبرشيات جامايكا

(1) أبرشيات كنيغستون وسانت أندرو معا تكونان ما يسمى ب تعاونية كينغستون وسانت أندرو.
(2)أبرشية كينغستون لا تغطي كل أجزاء مدينة كينغستون وبعض أجزاء المدينة يقع في أبرشية سانت أندرو .

## الأبرشيات السابقة
بدأ العمل بالأبرشيات في جامايكا منذ الاستعمار الأنجليزي في عام 1655. وتغير عدد هذه الأبرشيات من زمن إلى أخر والعديد منها أختفى أو أندمج مع الأبرشيات المجاورة. أعلى عدد وصلت له الأبرشيات هو 22 أبرشية بالأضافة إلى 14 الحالية .
الهيكل الحالي للأبرشيات بدأ العمل به في عام 1866 ( مع حذف الأبرشيات المذكورة أدناه ) :
سيري:
- بورت رويال ( مقسمة بين أبرشية سانت أندرو وأبرشية كينغستون ).
- سانت جورج ( مقسمة بين أبرشية سانت ماري وأبرشية بورتلاند )
- سانت ديفيد ( حالياً جزء من أبرشية سانت توماس )

ميدلسكس:
- ميتكالف ( حالياً جزء من سانت ماري )
- سانت دورثي ( حالياً جزء من سانت كاثرين )
- سانت جون ( حالياً جزء من سانت كاثرين )
- سانت توماس في الوادي ( حالياً جزء من سانت كاثرين - في السابق سانت توماس كان يطلق عليها سانت توماس في الشرق لتميزها عن هذه الإبرشية )
- فير ( حالياً جزء من أبرشية كلارندون )